# Pato Branco (microregio)
Pato Branco is een van de 39 microregio's van de Braziliaanse deelstaat Paraná. Zij ligt in de mesoregio Sudoeste Paranaense en grenst aan de microregio's Francisco Beltrão, Guarapuava, Palmas, Xanxerê (SC) en Chapecó (SC). De microregio heeft een oppervlakte van ca. 3.883 km². In 2006 werd het inwoneraantal geschat op 154.058.
Tien gemeenten behoren tot deze microregio:
- Bom Sucesso do Sul
- Chopinzinho
- Coronel Vivida
- Itapejara d'Oeste
- Mariópolis
- Pato Branco
- São João
- Saudade do Iguaçu
- Sulina
- Vitorino

Mesoregio's: Centro Ocidental Paranaense · Centro Oriental Paranaense · Centro-Sul Paranaense · Metropolitana de Curitiba · Noroeste Paranaense · Norte Central Paranaense · Norte Pioneiro Paranaense · Oeste Paranaense · Sudeste Paranaense · Sudoeste Paranaense

Microregio's: Apucarana · Assaí · Astorga · Campo Mourão · Capanema · Cascavel · Cerro Azul · Cianorte · Cornélio Procópio · Curitiba · Faxinal · Floraí · Foz do Iguaçu · Francisco Beltrão · Goioerê · Guarapuava · Ibaiti · Irati · Ivaiporã · Jacarezinho · Jaguariaíva · Lapa · Londrina · Maringá · Palmas · Paranaguá · Paranavaí · Pato Branco · Pitanga · Ponta Grossa · Porecatu · Prudentópolis · Rio Negro · São Mateus do Sul · Telêmaco Borba · Toledo · Umuarama · União da Vitória · Wenceslau Braz